# Den Harrow
Stefano Zandri, mer känd under artistnamnet Den Harrow, född 4 juni 1962 i Nova Milanese, är en italiensk sångare, fotomodell och dansare. Artistnamnet Den Harrow alluderar på det italienska ordet "denaro" som betyder pengar. Han började som fotomodell och slog igenom internationellt som artist med låten "Mad Desire" 1984.

## Diskografi
Studioalbum
- 1985 – Overpower
- 1987 – Day by Day
- 1988 – Lies
- 1996 – I, Den
- 1999 – Back from the Future

Samlingsalbum
- 1988 – Born to Love
- 1989 – The Best of Den Harrow

Singlar
- 1982 – "To Meet Me"
- 1983 – "A Taste of Love"
- 1984 – "Mad Desire"
- 1985 – "Bad Boy"
- 1985 – "Future Brain"
- 1985 – "Overpower" / "Broken Radio"
- 1986 – "Catch the Fox"
- 1986 – "Charleston"
- 1987 – "Day by Day"
- 1987 – "Tell Me Why"
- 1987 – "Don't Break My Heart"
- 1987 – "Energy Rain"
- 1988 – "Lies" / "I Wanna Go"
- 1988 – "Born to Love"
- 1988 – "My Time" / "You Have a Way"
- 1989 – "Take Me Back"
- 1989 – "Holiday Night"
- 1991 – "Ocean"
- 1992 – "All I Want Is You"
- 1992 – "Real Big Love"
- 1993 – "Take Me"
- 1993 – "You and the Sunshine"
- 1994 – "The Universe of Love"
- 1995 – "I Need a Lover"
- 1995 – "Tomorrow is Another Day"
- 1996 – "I Feel You"
- 1999 – "Go Away"
- 2021 – "Always"